# Belarussische Badmintonmeisterschaft
Belarussische Meisterschaften im Badminton starteten nach dem Zerfall der Sowjetunion 1992. Die Austragung von Juniorentitelkämpfen und Mannschaftstitelkämpfen begann im selben Jahr. Internationale Titelkämpfe von Belarus gibt es noch nicht.
Die Meisterschaften gingen aus der UdSSR-Meisterschaft im Badminton hervor. Nach dem Zerfall der Sowjetunion starten Aserbaidschan, Armenien, Belarus, Estland, Georgien, Lettland, Litauen, Moldawien, Russland und die Ukraine eigene Meisterschaften innerhalb des Europäischen Badmintonverbandes EBU, während Kasachstan, Kirgisien, Tadschikistan, Turkmenistan und Usbekistan eine neue Heimat im asiatischen Badmintonverband fanden.

## Die Titelträger
| Saison | Herreneinzel           | Dameneinzel          | Herrendoppel                             | Damendoppel                                  | Mixed                                      |
| ------ | ---------------------- | -------------------- | ---------------------------------------- | -------------------------------------------- | ------------------------------------------ |
| 1992   | Michail Korshuk        | Svetlana Heykova     | Michail Korshuk Oleg Morozevitch         | Vlada Chernyavskaya Tatiana Gerasimovitch    | Vitaliy Shmakov Tatiana Gerasimovitch      |
| 1993   | Vitaliy Shmakov        | Vlada Chernyavskaya  | Michail Korshuk Oleg Morozevitch         | Vlada Chernyavskaya Tatiana Gerasimovitch    | Oleg Morozevitch Svetlana Koparkina        |
| 1994   | Michail Korshuk        | Vlada Chernyavskaya  | Michail Korshuk Vitaliy Shmakov          | Vlada Chernyavskaya Tatiana Gerasimovitch    | Vitaliy Shmakov Vlada Chernyavskaya        |
| 1995   | Michail Korshuk        | Vlada Chernyavskaya  | Michail Korshuk Vitaliy Shmakov          | Vlada Chernyavskaya Tatiana Gerasimovitch    | Vitaliy Shmakov Vlada Chernyavskaya        |
| 1996   | Michail Korshuk        | Vlada Chernyavskaya  | Michail Korshuk Vitaliy Shmakov          | Vlada Chernyavskaya Tatiana Gerasimovitch    | Vitaliy Shmakov Vlada Chernyavskaya        |
| 1997   | Vyatcheslav Roudnitski | Vlada Chernyavskaya  | Vyatcheslav Roudnitski Vitaliy Shmakov   | Vlada Chernyavskaya Tatiana Gerasimovitch    | Michail Korshuk Tatiana Gerasimovitch      |
| 1998   | Vitaliy Shmakov        | Vlada Chernyavskaya  | Vyatcheslav Roudnitski Vitaliy Shmakov   | Vlada Chernyavskaya Tatiana Gerasimovitch    | Michail Korshuk Tatiana Gerasimovitch      |
| 1999   | Vyatcheslav Roudnitski | Vlada Chernyavskaya  | Vyatcheslav Roudnitski Vitaliy Shmakov   | Vlada Chernyavskaya Tatiana Gerasimovitch    | Michail Korshuk Tatiana Gerasimovitch      |
| 2000   | Vyatcheslav Roudnitski | Nadieżda Kostiuczyk  | Vyatcheslav Roudnitski Vitaliy Shmakov   | Olga Boyarovskaia Nadieżda Kostiuczyk        | Andrey Konakh Nadieżda Kostiuczyk          |
| 2001   | Andrei Malutin         | Nadieżda Kostiuczyk  | Andrei Malutin Vitaliy Shmakov           | Olga Boyarovskaia Nadieżda Kostiuczyk        | Vitaliy Shmakov Vlada Chernyavskaya        |
| 2002   | Andrei Malutin         | Nadieżda Kostiuczyk  | Vitaliy Shmakov Andrei Malutin           | Olga Boyarovskaia Nadieżda Kostiuczyk        | Vitaliy Shmakov Vlada Chernyavskaya        |
| 2003   | Andrei Malutin         | Vlada Chernyavskaya  | Alexei Denisenko Evgenij Jakovchuk       | Vlada Chernyavskaya Maria Kizil              | Vitaliy Shmakov Vlada Chernyavskaya        |
| 2004   | Andrei Malutin         | Vlada Chernyavskaya  | Andrey Konakh Oleg Gutarev               | Vlada Chernyavskaya Maria Kizil              | Andrey Konakh Olga Konon                   |
| 2005   | Andrei Malutin         | Vlada Chernyavskaya  | Andrei Malutin Yury Sakolin              | Vlada Chernyavskaya Maria Kizil              | Andrei Malutin Vlada Chernyavskaya         |
| 2006   | Andrei Malutin         | Alesia Zaitsava      | Andrei Malutin Yury Sakolin              | Alesia Zaitsava Sviatlana Petrova            | Andrey Konakh Olga Konon                   |
| 2007   | Yauheni Yakauchuk      | Alesia Zaitsava      | Yauheni Yakauchuk Yury Sakolin           | Vlada Chernyavskaya Maria Kizil              | Yury Sakolin Vlada Chernyavskaya           |
| 2008   | Yauheni Yakauchuk      | Olga Konon           | Andrey Konakh Aleksei Konakh             | Alesia Zaitsava Olga Konon                   | Andrey Konakh Alesia Zaitsava              |
| 2009   | Yauheni Yakauchuk      | Alesia Zaitsava      | Andrey Konakh Aleksei Konakh             | Alesia Zaitsava Elena Lukashevich            | Aleksei Konakh Alesia Zaitsava             |
| 2010   | Yauheni Yakauchuk      | Alesia Zaitsava      | Igar Birukov Aleksei Konakh              | Alesia Zaitsava Elena Lukashevich            | Aleksei Konakh Alesia Zaitsava             |
| 2011   | Yauheni Yakauchuk      | Alesia Zaitsava      | Pavel Voloshin Aleksei Konakh            | Alesia Zaitsava Elena Lukashevich            | Aleksei Konakh Alesia Zaitsava             |
| 2012   | Yauheni Yakauchuk      | Alesia Zaitsava      | Pavel Voloshin Aleksei Konakh            | Alesia Zaitsava Olga Stankevich              | Aleksei Konakh Alesia Zaitsava             |
| 2013   | Yauheni Yakauchuk      | Alesia Zaitsava      | Yauheni Yakauchuk Yury Sakolin           | Anastasiya Cherniavskaya Vlada Chernyavskaya | Yauheni Yakauchuk Vlada Chernyavskaya      |
| 2014   | Yauheni Yakauchuk      | Alesia Zaitsava      | Yauheni Yakauchuk Yury Sakolin           | Alesia Zaitsava Elena Lukashevich            | Yauheni Yakauchuk Vlada Chernyavskaya      |
| 2015   | Yauheni Yakauchuk      | Alesia Zaitsava      | Yauheni Yakauchuk Yury Sakolin           | Alesia Zaitsava Elena Lukashevich            | Aleksei Konakh Anastasiya Cherniavskaya    |
| 2016   | Dmitry Suprunyuk       | Alesia Zaitsava      | Dzmitry Saidakou Vitaly Primak           | Anastasiya Cherniavskaya Krestina Silich     | Aleksei Konakh Anastasiya Cherniavskaya    |
| 2017   | Yauheni Yakauchuk      | Alesia Zaitsava      | Dzmitry Saidakou Yauheni Yakauchuk       | Alesia Zaitsava Anastasiya Cherniavskaya     | Yauheni Yakauchuk Anastasiya Cherniavskaya |
| 2018   | Yauheni Yakauchuk      | Alesia Zaitsava      | Dzmitry Kuzmitski Ilya Larushyn          | Alesia Zaitsava Anastasiya Cherniavskaya     | Aleksei Konakh Alesia Zaitsava             |
| 2019   | Yauheni Yakauchuk      | Maryana Viarbitskaya | Dzmitry Saidakou Yauheni Yakauchuk       | Julia Bitsoukova Maryana Viarbitskaya        | Aliaksei Konakh Krestina Silich            |
| 2020   | Yauheni Yakauchuk      | Alesia Zaitsava      | Aliaksei Konakh Dmitry Suprunjuk         | Julia Bitsoukova Maryana Viarbitskaya        | Yauheni Yakauchuk Anastasiya Cherniavskaya |
| 2021   | Yauheni Yakauchuk      | Alesia Zaitsava      | Yauheni Yakauchuk Dzmitry Saidakou       | Julia Bitsoukova Maryana Viarbitskaya        | Yauheni Yakauchuk Anastasiya Cherniavskaya |
| 2022   | Hleb Shvydkou          | Alesia Zaitsava      | Ilya Larushyn Aleksei Konakh             | Julia Bitsoukova Anastasiya Cherniavskaya    | Ilya Larushyn Alesia Zaitsava              |
| 2023   | Hleb Shvydkou          | Maryna Yanbayeva     | Aliaksandr Aliaksandrovich Hleb Shvydkou | Maryna Yanbayeva Maryana Viarbitskaya        | Hleb Shvydkou Maryna Yanbayeva             |
| 2024   | Mikhail Makarov        | Maryna Yanbayeva     | Mikhail Makarov Hleb Shvydkou            | Sofya Yanovskaya Ekaterina Zablotskaya       | Hleb Shvydkou Maryna Yanbayeva             |